# 薛震
薛震，字文雄，南北朝北齐河东汾阴（今山西省运城市万荣县）人。
薛震是薛嘉族的儿子。东魏天平初年，奉旨镇守龙门，被西魏俘虏。元象年间，才得逃还。高欢嘉赏他的至诚，任命他为广州刺史。后跟随慕容绍宗讨伐侯景，因功别封肤施县男。齐文宣帝天保四年（553年），参与讨伐山胡，破茹茹，都立有功绩，官至南汾州、谯州二州刺史。